# Lassina Zerbo
Lassina Zerbo (Bobo-Dioulasso, 10 ottobre 1963) è un politico, geofisico e ricercatore burkinabé, primo ministro del Burkina Faso dal 10 dicembre 2021 al 24 gennaio 2022.
In precedenza è stato segretario esecutivo dell'Organizzazione del trattato per la messa al bando dei test nucleari.

## Biografia
Zerbo è nato il 10 ottobre 1963 e ha conseguito un dottorato di ricerca in Geofisica presso l'Université de Paris, in Francia, nel 1993.

## Carriera

### Inizio carriera
La carriera di Zerbo è iniziata con una posizione come geofisico presso la BHP Minerals International. Successivamente ha lavorato come geofisico per altre aziende, e ha fornito competenze tecniche a tutti i progetti di elettromagnetismo aereo. Dopo essere entrato nell'Anglo American Exploration nel 1995, Zerbo ha assunto il ruolo di Divisional Principal Geophysicist, supervisionando i progetti di ricerca e sviluppo per la maggior parte dei progetti dell'azienda.
In qualità di Direttore dell'Internazionale del CTBTO dal 2004 al 2013, è stato una delle persone chiave riguardo alle questioni relative ai test nucleari condotti dalla Corea del Nord nel 2006, 2009 e 2013.

### Segretario esecutivo del CTBTO
Il Dr Zerbo è stato eletto Segretario Esecutivo nel novembre 2013, assumendo la carica nell'agosto 2014.
Nel 2016 Zerbo ha annunciato la creazione del CTBTO Youth Group, per coinvolgere anche le giovani generazioni nel portare avanti gli obiettivi del Trattato.
Zerbo si è occupato della ripresa della cooperazione tecnica della Cina con il CTBTO, portando alla inaugurazione delle prime cinque stazioni del Sistema di Monitoraggio Internazionale sul territorio cinese tra il 2016 e il 2018. Zerbo si è anche assicurato l'impegno di Cuba ad aderire al Trattato nel 2019. Inoltre, nell'ultimo periodo, la gestione efficiente dell'Organizzazione per la pandemia Covid-19 riflette le capacità del CTBTO sotto la sua guida.

### Primo ministro del Burkina Faso
Il 10 dicembre 2021, Roch Marc Christian Kaboré ha nominato Zerbo nuovo Primo ministro del Burkina Faso.
Il 24 gennaio 2022 nel paese viene effettuato un colpo di Stato: i militari sciolgono il governo burkinabé, rimuovendo Zerbo dalla carica di Primo ministro.

## Riconoscimenti
Nel 2015 è diventato Commendatore dell'Ordine Nazionale del Burkina Faso per il suo lavoro a favore della conservazione della pace e della sicurezza internazionale.
È stato anche decorato con la Gran Croce nell'Ordine cileno di Bernardo O'Higgins nel giugno 2016.
Nel febbraio 2017, Zerbo è stato insignito della Medaglia Presidenziale in occasione del 25º anniversario della Repubblica del Kazakistan per la sua leadership nel potenziamento degli sforzi per la non proliferazione nucleare.
Nell'agosto 2019 Zerbo ha ricevuto il Premio Nazarbayev dal Kazakistan per un mondo libero da armi nucleari e la sicurezza globale.
Nel settembre 2019 è stato insignito dell'Ordine al merito della Repubblica del Madagascar in riconoscimento della sua leadership, della sua azione sul rafforzamento delle capacità e della promozione del multilinguismo.

## Vita personale
Zerbo è sposato e ha tre figlie.